# Jalkapallon suomenmestaruuskilpailut 1908
La Jalkapallon suomenmestaruuskilpailut 1908 fu la prima edizione del campionato finlandese di calcio. Fu giocato in un formato di coppa e vide la vittoria dell'Unitas Helsinki.

## Squadre partecipanti
| Club            | Città    |
| --------------- | -------- |
| HIFK            | Helsinki |
| HJK             | Helsinki |
| PUS Helsinki    | Helsinki |
| Unitas Helsinki | Helsinki |
| Viipurin Reipas | Viipuri  |

## Turno preliminare
|              | Risultati |      | Luogo e data      |
| ------------ | --------- | ---- | ----------------- |
| PUS Helsinki | 10-0      | HIFK | 27 settembre 1908 |
|              |           |      |                   |

## Semifinali
|                 | Risultati |                 | Luogo e data      |
| --------------- | --------- | --------------- | ----------------- |
| Unitas Helsinki | 2-2       | HJK             | 30 settembre 1908 |
| Unitas Helsinki | 7-4       | HJK             | 3 ottobre 1908    |
| PUS Helsinki    | 4-1       | Viipurin Reipas | 4 ottobre 1908    |
|                 |           |                 |                   |

## Finale
|                 | Risultati |              | Luogo e data              |
| --------------- | --------- | ------------ | ------------------------- |
| Unitas Helsinki | 4-1       | PUS Helsinki | Helsinki, 17 ottobre 1908 |
|                 |           |              |                           |